# Pierre Labussière
Pierre Labussière o La Bussiere es un escultor francés del siglo XVIII. 

## Biografía
Nace en París hacia 1749.
Es Alumno de M. Le Moyne

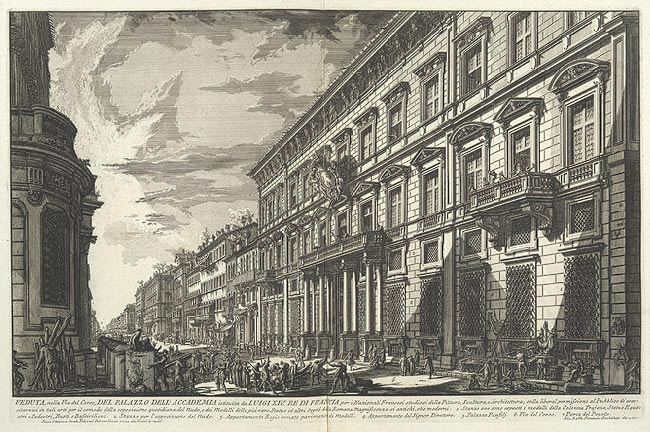
Grabado de Piranesi que retrata el Palacio Mancini donde Pierre Labussière vivió durante 7 años.

Alumno de la Académie royale de peinture et de sculpture a partir de 1769. Ese mismo año obtiene una medalla de 3.ª clase.
En 1770, 1772 y 1773 participa en el Gran Premio de Roma.
En el año 1774 obtiene una medalla de 1.ª clase y el Primer Gran Premio de Roma de escultura a la edad de 25 años, Jacques Auguste Collet recibe el 2.º gran premio de escultura.
Parte hacia Roma el 2 de octubre de 1775, junto a los jóvenes Jean Bonvoisin (2.º premio de pintura) y Jacques-Louis David, (primer premio de pintura), todos ellos acompañados por el maestro de David, Joseph-Marie Vien que había sido nombrado director de la Academia de Francia en Roma –que por entonces tenía su sede en el Palacio Mancini.
Durante el viaje, que dura un mes, hacen parada en Lyon (donde se unen al grupo otros estudiantes), Turín, Parma, Bolonia y Florencia, para admirar la obra de Correggio, de Guido Reni y de Carracci.
Permaneció pensionado en Roma desde 1775 a 1781. La estancia inicial de los ganadores del Premio de roma era de cuatro años, Pierre La Bussière obtuvo tres prórrogas sucesivas. Ya el primer año de su estancia enferma de los pulmones, al quinto año tiene una recaída. Se ve obligado a trabajar postrado en su habitación. Viaja con el arquitecto Jean Augustin Renard a Albano como terapia para recuperarse de la enfermedad.
Pierre Labussière fallece en Roma en el año 1781 a consecuencia de su afección pulmonar.
El museo del Louvre no conserva ninguna de sus obras, ni tampoco aparece su nombre en la base Joconde de obras conservadas en los museos estatales de Francia.

### Apuntes sobre el apellido Labussière
Comparte Pierre Labussière apellido con:
- un cómico contemporáneo suyo, llamado Hippolyte Labussière que era actor (mediocre) en el Teatro de la Comedia de París y estaba empleado en el Comité de Salvación Pública durante la Revolución francesa, su firma se conserva en los archivos del Teatro del Odeón de París.,[10] consiguió salvar a algunos de sus compañeros actores en el Teatro de la comedia.[11]
- El arquitecto Auguste Labussiere, que ejerció su oficio dentro del estilo Art Nouveau (1900)[12]
- El actor francés, Henri Labussière (1921-2008)

Y también comparte nombre y apellido con:
- el doctor Pierre Labussière, miembro de la Resistencia durante la 2.ª Guerra Mundial en Chinon, que da nombre a una avenida en esa población francesa.[13]